# Joan Francesc Ferrer Sicilia
Joan Francesc Ferrer Sicilia, meglio conosciuto come Cesc Rubí (Vilassar de Mar, 5 febbraio 1970), è un allenatore di calcio ed ex calciatore spagnolo, di ruolo attaccante, tecnico dell'Almería.

## Carriera
Nel 2011 entra nello staff tecnico del Girona per poi assumerne la guida nella stagione successiva, con la squadra militante in seconda serie. Il 28 giugno 2013 entra nello staff tecnico di Tito Vilanova al Barcellona, ma il 18 luglio seguente Vilanova abbandona la panchina blaugrana a causa del perseguirsi dei suoi problemi di salute..
Il 23 luglio 2014 viene nominato allenatore del Real Valladolid, compagine appena retrocessa dalla Primera División e militante in Segunda División. Il suo obiettivo è quello di riportate i biancoviola al ritorno in massima serie, ma il sogno si ferma ai play off. In seguito alla mancata promozione, Rubí è esonerato. Il 26 ottobre 2015 è chiamato a risollevare le sorti del Levante, penultimo in Primera División. Sostituisce Lucas Alcaraz. Il 26 maggio 2016 dopo la retrocessione del club rossoblu viene esonerato.

## Palmarès

### Competizioni nazionali
- Segunda División: 1

Almería: 2021-2022